# 梁学铭
梁学铭（1995年8月2日—），是一名中国足球运动员，现效力于中超联赛球队梅州客家。

## 俱乐部生涯
梁学铭在番禺足球名校北城小学开始接受足球训练，之后先后进入星海中学和天河体校。2012年被广州恒大主教练李章洙相中，进入广州恒大梯队。2015年，梁学铭首次进入球队参加中超联赛的大名单。5月13日，他在2015年中国足协杯第三轮广州恒大客场1比2不敌新疆达坂城纳欢的比赛首发出场，上演职业生涯首秀。
梁学铭在2016年下半球季被租借到中甲球队贵州智诚，出场10次打进1球并有3次助攻，帮助球队冲超成功。他在2017球季正式转会贵州，其出色表现使其获入选U22国家队。2019年，机会减少的梁学铭自由身加盟中甲球队北京北体大，并于2020年自由身转投另一支中甲球队梅州客家。
2021年，梁学铭隨梅州客家獲中甲亞軍衝超成功。
2023年5月12日，梁學銘正式加盟廣州影豹足球俱樂部。

## 逸事
在转会离开广州前，梁学铭接受媒体采访称在恒大“根本看不到任何机会”，“没有一次上场机会，我真的麻木了”。
2018年足协杯广州恒大主场对阵贵州恒丰的比赛中，梁学铭代表客队射失点球后绝杀，淘汰老东家。他脱衣疯狂庆祝引起主场球迷不满。他在赛后采访中表示，“从小的梦想就是在天体踢球...就在天河体育场，无论是代表客队进球还是代表主队进球，我都非常激动”。